# Вертикални новац
Вертикални новац је врста валуте на којој је оријентација штампања папирног новца промењен из конвенционалне хоризонталне оријентације у вертикалну оријентацију. 

## Историјат
Након студије саморекламираног мултидисциплинарног студија за дизајн Dowling Duncan из Сједињених Америчких Држава, утврђено је да људи имају тенденцију да се рукује и манипулишу новцем вертикално, а не хоризонтално, нарочито када се валута обрађују преко банкомата и других новчаних машина. Истраживањем је такође установљено да се новчане трансакције најчешће врше вертикално не хоризонтално. 
У државе које су прихватиле ову препоруку и у вертикално оријентисаном формату штамшпале национбалну валуту спадају: 
- Бермуди
- Бразил
- Зеленортска Острва
- Израел
- Швајцарска,
- Колумбија
- Венецуела